# Mijo-myeon
Mijo-myeon (koreanska: 미조면) är en socken i kommunen Namhae-gun i provinsen Södra Gyeongsang i den södra delen av Sydkorea, 330 km söder om huvudstaden Seoul. Den ligger på sydöstra delen av ön Namhaedo och omfattar även några mindre kringliggande öar.